# Odontoponera
Odontoponera (лат.) — род муравьёв (Formicidae) из подсемейства Ponerinae. 2 вида. Эндемики Юго-Восточной Азии.

## Описание
Среднего размера муравьи с 2 шипиками на передне-боковых (плечевых) углах переднеспинки. Длина рабочих особей около 1 см (рабочие от 9 до 12 мм, самки от 11 до 13 мм), коричневого и чёрного цвета. Усики 12-члениковые. Нижнечелюстные щупики состоят из 4 члеников, нижнегубные — из 4 сегментов. Мандибулы субтреугольные, с 5-6 зубчиками на жевательном крае. Средние и задние ноги с 2 голенными шпорами (одной простой и одной гребенчатой). Стебелёк между грудкой и брюшком состоит из одного членика петиоля. Хищники, охотятся на термитов и других муравьёв. Обнаружены в подстилочном слое тропических лесов Юго-Восточной Азии. В семьях около сотни рабочих муравьёв, колонии полидомные, связанные подземными туннелями.

## Систематика
2 вида. В 2009 году Крис Шмидт (Schmidt, 2009), проведя молекулярно-генетический филогенетический анализ подсемейства понерины включил род Odontoponera в состав родовой группы Odontomachus genus group (Ponerini). Сильно-бороздчатая скульптура поверхности тела сближает род Odontoponera с таксонами Diacamma, Ectomomyrmex и Paltothyreus.
- Odontoponera denticulata (Smith, 1858)[4][5] — Борнео, Индонезия, Кракатау, Филиппины, Сингапур, Бангладеш, Камбоджа, Таиланд
- Odontoponera transversa (Smith, 1857) — Индия, Вьетнам, Филиппины, Индонезия, Сингапур, Китай, Таиланд